# Wonder te Lidlum
Wonder te Lidlum is een Friese sage en is opgetekend in Friesche sagen van Theun de Vries.

## Het verhaal
De zilveren nachtlamp brandt in de cel van Eelko Liauckama, abt van Lidlum; hij schrijft in een getijdenboek en leest gebeden in het Latijn. Hij was bezitter van landgoederen en stinsen. De ridder had zijn goederen geschonken aan de kerk en was naar het klooster van Lidlum gegaan en was monnik geworden. Hij snoert zich de lendenen in ascese en gebruikt zelfkastijding om de aardse begeerten te onderdrukken. Een doodshoofd staat op de tafel en deze neemt de abt ter hand en meet de kortheid van het leven van de mens.
De andere monniken houden te veel van het leven en verstaan niets van het wonder van de mis. De lofliederen worden schril van de wijnbesmeerde kelen en ze waggelen van dronkenschap en ontucht. 's Nachts zoeken ze plezier en ze leven als vorsten, want er wordt veel geofferd aan de kerk. Ze doen boete, maar Eelco ziet dat het valse schuldbelijdenissen zijn en gaat eenzaam naar zijn cel en leest de mis in de kloosterkapel. De deur gaat open en broeder Syardus, de vechtersbaas, komt binnen en de andere monniken volgen ook. Ze nodigen hem uit aan tafel om een bokaal te ledigen op het welzijn van het Lidlumer klooster en de abt schudt nee.
Maar hij weet dat dit een twist zal veroorzaken en hij zegt dat hij graag een dronk zal uitbrengen, maar slechts kort zal blijven. Iedereen kijkt toe hoe Eelco aan het hoofdeinde van de tafel een heildronk uitbrengt en een vreemde roes overvalt hem. Hij is de wijn niet gewend en er wordt een tweede beker aangereikt. Hij gooit het druivenvocht in zijn wijde mouwen en ook het voedsel verdwijnt hierin. Broeder Syardus ziet het en vertelt het door en de broeders willen zien wat hij in zijn mouwen verbergt. Hij kruist zijn armen over de borst, maar Syardus slaat hem met een zilverschotel en hij zakt in zijn stoel en de broeders zien dat er alleen rozen uit zijn pij vallen en de zaal geurt naar amber en honing.

## Achtergronden
- Zie Klooster-Lidlum